# Action
Action er en genre inden for især film, tv og computerspil med fokus på handlingsmættede sekvenser og udstrakt brug af eksplosioner og fysisk udfoldelse såsom slagsmål, stunt og biljagter, oftest frem for en kompleks historie og karakterudvikling. Actiongenren har typisk fokus på en handlekraftig helt eller heltinde og kan kombineres med andre genrer såsom thriller og adventure.